# Abegondo
Abegondo è un comune spagnolo di 5 709 abitanti situato nella comunità autonoma della Galizia.

## Società

### Evoluzione demografica
-